# Kapellet
Kapellet (norwegisch für Kapelle) ist eine tief eingeschnittene Schlucht mit steilen Fels- und Eiswänden im ostantarktischen Königin-Maud-Land. Sie liegt an der Ostseite des Bergs Jøkulkyrkja im Mühlig-Hofmann-Gebirge.
Norwegische Kartografen gaben der Schlucht ihren Namen und kartierten sie anhand von Vermessungen und Luftaufnahmen der Dritten Norwegischen Antarktisexpedition (1956–1960).